# Palacio Mutiloa (Pamplona)
El Palacio de Mutiloa es un edificio palaciego de Pamplona (Navarra) construido en el siglo XVIII. Está situado en el Casco Antiguo de Pamplona, en la calle de la Zapatería número 40, muy cerca del Palacio Navarro Tafalla. Actualmente sirve de sede al Área Servicios Sociales del Ayuntamiento de Pamplona.

## Contexto histórico
Habitado por una familia perteneciente a la nobleza, y procedente de Mutilva Alta, cuyas rentas procuraron varios señoríos, mayorazgos y dominios, como el Palacio de Egüés. Mediante una cuidada política matrimonial ampliaron su patrimonio con otras posesiones como el palacio de Andueza en el valle de Araiz.
En 1546 Francisco de Mutiloa y Beraiz, natural de Pamplona, obtuvo sentencia de hidalguía como oriundo de Mutilva Alta (entonces conocida como Mutiloa de Suso). Al residir en San Sebastián, fuera del Reino de Navarra, tuvo necesidad de demostrar su hidalguía mediante esta ejecutoria. Su hermano Juan de Mutiloa y Beraiz era el titular del mayorazgo cuya casa principal estaba situada en Pamplona, en el mismo lugar que ahora ocupa el palacio barroco.
Uno de sus miembros, Juan José Mutiloa y Andueza, era uno de los siete hijos del matrimonio formado por Juan José Mutiloa y Torres (hijo de Juan Mutiloa Daoiz casado con Petronila Torres y Armendáriz), y Margarita de Lodosa y Andueza (hija de Fermín de Lodosa y Andueza casado con Catalina de Oquendo). Estudió en la Universidad de Huesca (hasta 1687), en el Colegio Mayor de San Bartolomé (1690) y terminó en la Universidad de Salamanca su licenciatura en Leyes (1694). Gracias a su formación fue nombrado alcalde de Casa y Corte de Madrid (1710-1716) pasando después a ocupar cargos más relevantes dentro del Estado como miembro del Consejo de la Inquisición y del Consejo de Castilla en 1730. Compaginando sus responsabilidades con negocios particulares, dentro del círculo de hombres de negocios navarros en Madrid que forjaron la llamada "hora navarra del siglo XVIII", dejó una importante herencia en favor de su sobrino Vicente Pedro Mutiloa y Salcedo, la cabeza familiar en Pamplona que reformó desde 1748 la casa familiar en esta ciudad. Mantuvo el escudo original en el interior para recalcar la antigüedad de la nobleza de su linaje en un contexto de nuevos ricos buscando su arraigo nobiliar mediante ejecutorias de hidalguía.
El hermano de este Juan José, Vicente Ignacio Mutiloa y Andueza, nacido en 1667, sería el heredero del patrimonio a la muerte del padre, Juan José Mutiloa y Torres, en 1688. Como era aún menor de edad, será la madre Margarita de Lodos y Andueza quien asuma, como tutora y administradora, la gestión del patrimonio de Vicente Ignacio hasta julio de 1694 fecha en la que muere Margarita. En estos momentos, bajo la cabeza familiar de Vicente Ignacio, se concilian los mayorazgos de Mutiloa, Daoiz, Erdara, Andueza y Urnieta.
Durante su periplo vital tendrá oficio de tesorero, será diputado y estará presente en las Cortes de Navarra, pero también será alcalde de Pamplona en seis ocasiones, entre 1693-1699, además de regidor en otras cuatro. Tras él, serán varios descendientes suyos los que a lo largo del siglo XVIII ocuparán igualmente este tipo de puestos municipales. Casado con la noble de origen soriano, Manuela Salcedo y Beaumont, tuvieron cuatro hijos entre los cuales el mayor, Vicente Pedro Mutiloa y Salcedo. Falleció en Soria Vicente Ignacio, en enero de 1726, y asumió su esposa el legado de su marido. Manuela falleció en Pamplona en 1743 pasando Vicente Pedro a convertirse en cabeza de la familia.
Entre otros cargos, Vicente Pedro fue nombrado alcalde de Pamplona en ocho ocasiones y en once más regidor de la ciudad siguiendo la costumbre iniciada por su padre. Como alcalde del Regimiento de Pamplona le tocaron numerosas fiestas barrocas que se celebraron en la ciudad durante aquellos años. Se casó en dos ocasiones. La primera (1739), sin una descendencia que sobreviviera, con María Josefa de Lapaza y Sarría. La segunda, en 1754, con Manuela Arizcun y Beaumont, hija de Joaquín Francisco de Beaumont, barón de Beorlegui y vizconde de Arberoa, además de señor de los Palacios de Guerendiáin, Sada, Arizaleta, Erro y Arizcun, así como de los lugares de Guerendiáin, Gardaláin, Larraingoa y Gurbízar. Manuela era hija de María Manuela de Ezpeleta y Cruzat. Del matrimonio entre Vicente Pedro y Manuela nacieron tres hijos siendo el mayor, Manuel Vicente Mutiloa y Arizcun, el heredero del patrimonio familiar.
Casado con María Rosario de Castejón y Cruzat, condesa de Agramonte de Valdecabriel y señora de Arielz sería el primero, a pesar de poseer tantos palacios y mayorazgos, de ser señor de los palacios de Andueza, Egüés y Muguerza y de proceder de un antiguo linaje nobiliar, en tener un título nobiliar como conde consorte de Agramonte. Este Manuel Vicente llegó a ostentar, hasta en ocho ocasiones, la alcaldía de Pamplona, siendo regidor en otras cuatro ocasiones más.

## El edificio

Recreación del escudo Mutiloa obrante en la fachada norte del palacio de Pamplona

Está situado en un contexto urbano donde se han levantado diversos edificios dieciochescos como el palacio de los Navarro Tafalla, el de los Urtasun o el del Marqués de la Real Defensa, o Guenduláin, así como muy cerca de la casa consistorial que aún conserva la fachada de lo que fue el edificio levantado en esa época. La actual calle de la Zapatería fue la antigua rúa Mayor de la Población de San Nicolás hasta que, tras la unión de los barrios con el Privilegio de la Unión (1423), cambió de nombre aunque mantuvo su actividad y relevancia. El solar donde se levanta el edificio pertenecía a los Mutiloa desde hacía varias generaciones y la nueva construcción supuso el derribo de la anterior aunque mantuvo elementos de los anteriores, como el escudo familiar, para significar la antigüedad del linaje nobiliar.
El 21 de enero de 1748 contrató Vicente Pedro a Manuel de Olóriz como encargado de construir una nueva casa, junto al cantero Juan Miguel de Goyeneta. Para mediados del año siguiente, 1749, parece que las obras estaban completadas. Sería unos años más tarde su viuda, Manuela, quien asumiría las obras para una tercera planta llevada a cabo en 1765 por José Pablo Olóriz, hijo de Manuel, junto al carpintero Miguel Antonio Olasagarre.
La hermosa fachada de piedra se habría completado durante esta segunda mitad del siglo XVIII y habría sido mandada su construcción por Manuel Vicente Mutiloa y Arizcun.  
En la parte trasera del edificio, en la fachada a la Calle Nueva número 41, se ve el escudo de armas de la familia Mutiloa que data del siglo XVI. El escudo está descrito en las Noticias de la Nobleza del Reyno de Navarra de Vicente Aoiz de Zuza así:

«Trae de plata una faxa de azur acompañada de quatro lobos pasantes de sable. Escudo nº 131 por sentencia año 1546.»
Vicente Aoiz de Zuza, c. 1797-1803